# Martin Weibull

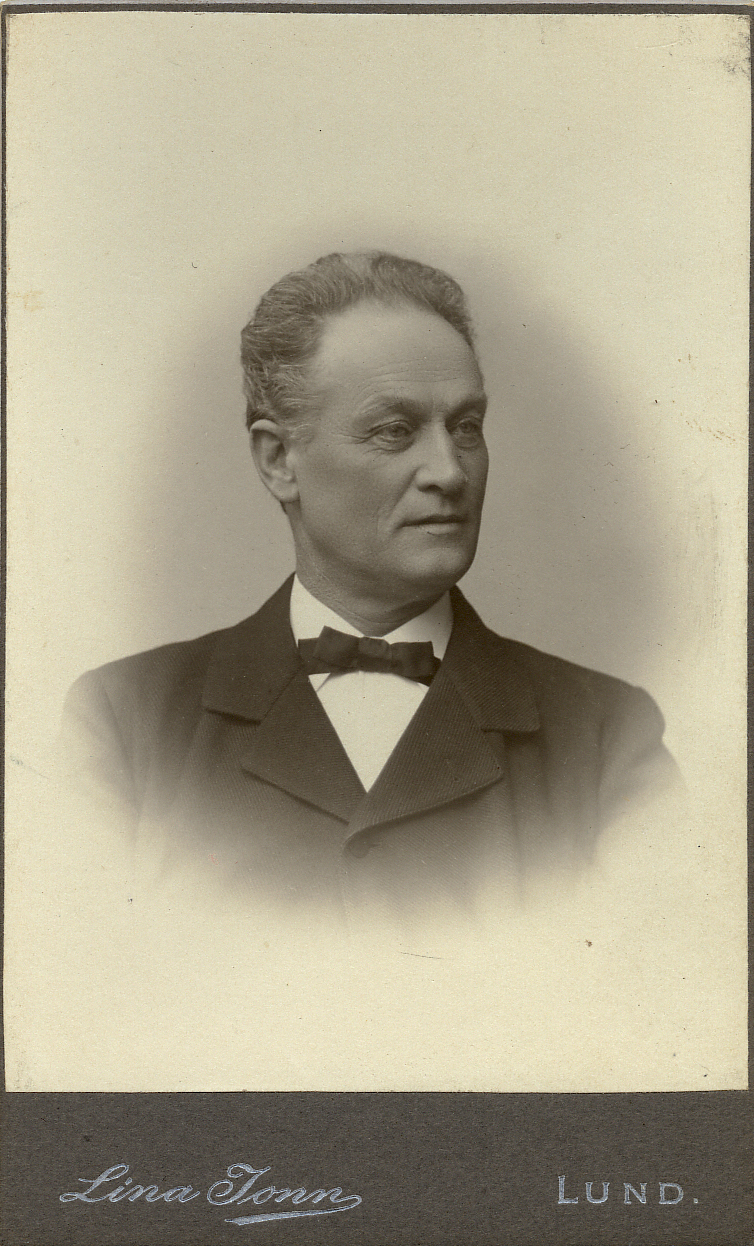
Martin Weibull, Foto von Lina Jonn

Martin Johan Julius Weibull (* 24. Dezember 1835 in Landskrona; † 17. April 1902 in Lund) war ein schwedischer Historiker.

## Leben
Martin Weibull wurde in Lund 1862 Dozent, 1877 außerordentlicher und 1888 ordentlicher Professor der Geschichte. Seine Hauptwerke sind:
- Sveriges förbund med Frankrike 1672, Lund 1865
- Lunds universitets historia 1668–1868, verfasst zusammen mit Elof Tegnér, 2 Bde., Lund 1868–76
- Gustaf II Adolf, Stockholm 1882; 2. Aufl. 1894
- Från Lund och Lundagård, postum, Stockholm 1902

Seine in den Acta universitatis Lundensis (1870, 1892 und 1894), bzw. in der Svensk Historisk Tidskrift (1883 und 1887–88) veröffentlichten Abhandlungen sind zumeist wertvolle Beiträge zur Geschichte Christinas von Schweden. Ferner gab er mehrere Urkundenpublikationen zur Geschichte seiner Heimatprovinz Schonen heraus und redigierte die von 1869–80 und 1894–97 ebenda unter verschiedenen Titeln erschienene Provinzialzeitschrift Samlingar etc. In politischer Hinsicht zählte Weibull zu den letzten Vertretern des sogenannten Großskandinavismus. Seine Söhne Lauritz Weibull (1873–1960) und Curt Weibull (1886–1991) waren ebenfalls Historiker.